# Pavonia somalensis
Pavonia somalensis är en malvaväxtart som beskrevs av Franchet. Pavonia somalensis ingår i släktet påfågelsmalvor, och familjen malvaväxter. Inga underarter finns listade i Catalogue of Life.